# Brenham NGL (трубопровід для ЗВГ)
Brenham NGL (Copano) — трубопровід в Техасі, призначений для транспортування зріджених вуглеводневих газів (ЗВГ).
Станом на середину 2000-х років вивіз продуктів з установки фракціонування в Шерідані здійснювався через трубопровід Sheridan NGL, котрий, зокрема, міг передавати суміш бутану та газового бензину до системи Seminole NGL на західній околиці х'юстонської агломерації. А у 2008-му власник установки взяв у довгострокову (щонайменше до 2024 року) оренду трубопровідну лінію, котра з'єднувала її з все тим же Seminole NGL, проте в районі міста Бренем, за сім десятків кілометрів на північний захід від агломерації. Ця названа Brenham NGL лінія мала довжину 46 миль, була виконана в діаметрі 150 мм, а її пропускна здатність становила 20 тисяч барелів на добу. За два роки після цього, весною 2010-го, Sheridan NGL перепрофіліювали під транспортування виключно пропану.
Варто також відзначити, що в 2011-му став до ладу трубопровід Liberty NGL, котрий дозволив вивозити суміш ЗВГ з Шерідану до іншої установки фракціонування у Поінт-Комфорті.